# 解脫
在印度宗教中，解脫（羅馬化：mokṣa，或 〔mukti〕），意即「解放」，是印度宗教的重要神学與哲學概念，指生命個體能够脫離世间生死輪迴及其带來的各種苦，印度教、耆那教與佛教皆繼承了這個觀念，但在理論上有不同的見解。印度教吠檀多派认为达到梵我境界即是解脱。佛教则认为依靠修行转生到天界并不能完全从轮回中解脱，必须依照四圣谛、十二因缘、三無漏學来修行，达到阿罗汉圣果或正等正觉佛陀的两种涅槃方可脱离轮回。具体的方做法有許多種，如印度教讲禅定、瑜伽、诵咒语等，佛教讲誦陀羅尼咒、念佛、禪定等，依各教派傳承而定。

## 词源
解脱的梵语有多个，其中的词根muk-、mok-，皆來自同一語根，义即「解開」、「放開」。

## 印度教
印度教的解脱理论主要是「與梵合一」，回到“梵我”境界，或「與神（自在者）合一」。
有三个道路可以达到解脱：
- 一是行为的道路，严格奉行各种戒律、例行祭祀；
- 二是知识的道路，通过学习、修行、亲证等；
- 三是虔信的道路，靠信仰神明而得到恩宠。[1]

## 耆那教
耆那教说七谛——命、非命、漏入、系缚、制御、寂静和解脱，认为要想解脱必须通过持五戒（不杀、诳、盗、淫、蓄财）、修三宝（正智、正信、正行）的方式制御，一般主张修苦行，以此消除宿业，不生新业，即可达到寂静境界，最终解脱。
耆那教还有一种桑塔拉仪式，是苦行的一种，即斋戒绝食，以此实现解脱的目的。为此印度每年有数百信徒饿死。

## 佛教
佛教讲中道，不落二边，即不落入两个极端，破除简单二元论。如既不主张修苦行，也不主张随顺欲乐；既反对断灭，也反对常有。以中道修行，依照四圣谛、十二因缘、八正道、三無漏學的道路，通过禅定、念佛等法门，逐渐清除业，断除执着和烦恼，從較粗的煩惱——五下分結（疑結、邊見結、戒禁取見結、欲貪結、嗔恚結）開始斷，終至斷除最粗的煩惱——五上分結（掉舉結、色界貪結、無色界貪結、我慢結、無明結），永遠斷除一切粗細的煩惱，達到涅槃的境界、解脫三界生死、六道輪迴之苦。
涅槃有兩種，阿罗汉的涅槃，是断除了我执、未断法执的果位。而入正等正觉的究竟涅槃，即成佛果位，已经断除法我二执。
这在判教称爲“渐教”，是渐次成就的教法，佛教也对部分利根者讲“顿教”、“圆教”，即通过明心见性，即生成佛，此一生便可以脱离轮回。

## 参見
- 解脫道
- 證果
- 得救
- 開悟
- 涅槃